# Start Klart
Start Klart är ett kombinerat skivbolag, musikförlag och bokningsbolag som ägs av Per Sonerud i Hudiksvall.
Start Klart började sin verksamhet med att Sonerud släppte sina egna skivor under etiketten. På 1980-talet utgav bolaget folk-, blues-, root-, avantgarde- och barnskivor. De första kommersiella framgångarna nåddes med Svenne Rubins Långa bollar på Bengt och Folköl och dunka dunka. Sedan dess har bolaget samverkat med artister som Traste Lindens Kvintett, Iggesundsgänget, Sigge Hill, Rally, Hjalle & Heavy, Ronny Eriksson, Brandsta City Släckers, Sarek, Engmans Kapell, After Dark, Östen med Resten, Ola & Potatisarna, Hälsinge Fyr, Hajen, Perssons Pack, Dökött, Provins, Missbrukarna, Sofia Rapp Johansson, Selma&Gustav, Stefan Sundström, Per Myrberg, Magnus Carlsson  och Glada Hudikteatern. Humorgruppen Småstadsliv samarbetade med Per Sonerud åren 2009–2015, vilket resulterade i turnéer och några långfilmer.
Från 2015 förändrade Start Klart sin verksamhet och Per Sonerud kom att satsa på sin egen karriär som konstnär.